# عمر التاور
عمر التاور، روائي وباحث وأكاديمي مغربي، من مواليد مدينة إداوكنظيف المغربية عام 1979، حاصل على الدكتوراه في الفلسفة من جامعة محمد الخامس في الرباط عام 2013، تحصل على عدة جوائز فكرية منها جائزة الشيخ زايد للكتاب، جائزة إدوارد سعيد في نقد الخطاب الاستشراقي، وجائزة علال الفاسي وغيره.

## سيرته المهنية
عمر التاور، كاتب وناقد مغربي، أستاذ الفلسفة بكلية الآداب والعلوم الإنسانية في جامعة ابن زهر بمدينة أكادير المغربية، وكذلك أستاذ زائر للفلسفة السياسية بكلية الآداب والعلوم الإنسانية في جامعة القاضي عياض في مدينة مراكش المغربية، وعضو الشبكة المغربية للتعلم والتكوين عن بعد، حاصل على إجازة في اللغة العربية وآدابها من جامعة ابن زهر بمدينة أكادير المغربية عام 2005، نشر عدة مقالات ودراسات مثل «كتابات فلسفية» و «تبيّن»، و«فكر ونقد» في صحف ومجلات عربية  منها مجلة الكلمة ومجلة المدرسة المغربية، ومجلة الأرشيف، مجلة هسبريس، مكتبة منبر الحرية ، وكما شارك في عدة ملتقيات علمية والمؤتمرات والندوات الفلسفية والتربوية كمؤتمر الدولي: العلوم الإنسانية والاجتماعية قضايا معاصرة المنحى الإنساني في المقاربة المعرفية الذي عقده المركز الديمقراطي العربي ومقره ألمانيا.

## مؤلفاته

### كتب
(2014)، الديمقراطية بالمغرب المعاصر: من وعي المفهوم إلى واقع الممارسة: منشورات مؤسسة علال الفاسي، الرباط 
(2013) فكر الاختلاف: مدخل إلى قراءة جاك دريدا 
(2018) المعرفة والسلطة: في الاقتراب من عوالم ميشيل فوكو: منشورات مقاربات،طنجة 
ترجم كتاب ميشيل طوزي "penser par soi même: initiation a la philosophie"

### روايات
شهوة الترحال ـ غير منشور
سنة سعيدة – غير منشور
قوى الشفاء – غير منشور

## جوائزه
- الجائزة الأولى لمؤسسة علال الفاسي عن كتاب الديمقراطية في المغرب المعاصر من وعي المفهوم إلى واقع الممارسة، 2013 [11]
- جائزة الشباب العربي للأبحاث والدراسات الدينية، 2014 [3]
- جائزة إدوارد سعيد في نقد الخطاب الاستشراقي، عام 2015 [12]
- جائزة دبي الثقافية – فرع الحوار مع الغرب، 2015 [3]
- جائزة أحسن مقالة عن الحرية بالمهرجان العربي الأول للحرية، 2015 [3]
- جائزة ياسين الحافظ في الفكر السياسي عن بحثه «المثقف والوضع العربي الراهن: جدل الحضور والغياب»،2017 [3]
- جائزة الشيخ زايد للكتاب لفرع المؤلف الشاب عن كتاب " المعرفة والسلطة: في الاقتراب من عوالم ميشيل فوكو،2019 [2]